# Oligia nigrofasciata
Oligia nigrofasciata là một loài bướm đêm trong họ Noctuidae.